# 29è Festival Internacional de Cinema de Moscou
El 29è Festival Internacional de Cinema de Moscou es va celebrar entre el 21 i el 30 de juny de 2007. El Sant Jordi d'Or fou atorgat a la pel·lícula russa Puteixestviie s domaixnimi jivotnimi dirigida per Vera Storojeva.

## Jurat
- Fred Schepisi (Austràlia – President)
- Anna Galiena (Itàlia)
- Dito Tsintsadze (Geòrgia)
- Ildikó Enyedi (Hongria)
- Othman Karim (Suècia)
- Renata Litvinova (Rússia)
- Fred Roos (Estats Units)

## Pel·lícules en competició
Les següents pel·lícules foren seleccionades per la competició:
| Títol original                                                | Director(s)                          | País de producció               |
| ------------------------------------------------------------- | ------------------------------------ | ------------------------------- |
| Viva                                                          | Anna Biller                          | Estats Units                    |
| Ledsaget udgang                                               | Erik Clausen                         | Dinamarca                       |
| Ialdei CCCP                                                   | Felix Gerchikov                      | Israel                          |
| Beynelmilel                                                   | Sırrı Süreyya Önder, Muharrem Gulmez | Turquia                         |
| Broken English                                                | Zoe Cassavetes                       | Estats Units                    |
| Mein Führer - Die wirklich wahrste Wahrheit über Adolf Hitler | Dani Levy                            | Alemanya                        |
| Molière                                                       | Laurent Tirard                       | França                          |
| Miehen tyo                                                    | Aleksi Salmenperä                    | Finlàndia                       |
| Nadzieja                                                      | Stanisław Mucha                      | Alemanya, Polònia               |
| La Sconociuta                                                 | Giuseppe Tornatore                   | Itàlia                          |
| Nitxego litxnogo                                              | Larisa Sadilova                      | Rússia                          |
| Ópium: Egy elmebeteg nö naplója                               | János Szász                          | Hongria, Alemanya, Estats Units |
| Gongyuan                                                      | Yin Lichuan                          | R.P. de la Xina                 |
| Puteixestviye s domaixnimi jivotnimi                          | Vera Storojeva                       | Rússia                          |
| Putina                                                        | Valery Ogorodnikov                   | Rússia                          |
| Rusuli samkudhedi                                             | Aleko Tsabadze                       | Geòrgia                         |
| U reki                                                        | Eva Neymann                          | Ucraïna                         |
| Inugami-ke no ichizoku                                        | Kon Ichikawa                         | Japó                            |
| Eduart                                                        | Angeliki Antoniou                    | Grècia, Alemanya                |

## Premis
- Jordi d'Or: Puteixestviye s domaixnimi jivotnimi de Vera Storozheva
- Premi especial del públic: Rusuli samkudhedi d'Aleko Tsabadze
- Jordi de Plata:
  - Millor Director: Giuseppe Tornatore per La Sconociuta
  - Millor Actor: Fabrice Luchini per Molière
  - Millor Actriu: Kirsti Stubø per Ópium: Egy elmebeteg nö naplója
- Jordi de Plata a la Millor Pel·Lícula de la Competició Perspectiva: Monotony de Juris Poskus
- Premi a tota una vida: Aleksey Batalov, Tatiana Samoilova
- Premi Stanislavsky: Daniel Olbrychski